# Chacewater
Chacewater (Dowr an Chas in lingua cornica) è un villaggio e parrocchia civile dell'Inghilterra, appartenente alla contea della Cornovaglia.